# Arrogante
Arrogante è un singolo del cantautore italiano Irama, pubblicato il 24 maggio 2019 come primo estratto dal secondo EP Crepe.

## Descrizione
Il brano è stato scritto insieme alla cantautrice Federica Abbate e contiene una citazione del dipinto Monna Lisa.
A proposito del brano e del relativo videoclip, Irama ha dichiarato:
E anche:

## Video musicale
Il video, diretto da Gianluigi Carella e girato a Miami, è stato pubblicato il 3 giugno 2019 sul canale YouTube del cantante.

## Tracce
Testi di Giuseppe Colonnelli, Filippo Maria Fanti, Giulio Nenna, musiche di Federica Abbate, Andrea Debernardi, Filippo Maria Fanti, Giulio Nenna.
1. Arrogante – 3:16

## Formazione
Musicisti
- Irama – voce
- Giulio Nenna – sintetizzatore, pianoforte, chitarra elettrica
- Martino Pini – chitarra
- Valerio Tufo – sintetizzatore aggiuntivo

Produzione
- Andrea DB Debernardi – produzione, programmazione, mastering, missaggio, ingegneria del suono, registrazione
- Giulio Nenna – produzione, programmazione
- Marco Peraldo – Editing, produzione vocale, ingegneria del suono
- Michael Gario – Editing, produzione vocale, ingegneria del suono
- Francesco Gottardo – Assistente

## Successo commerciale
È stato il 35º singolo più trasmesso dalle radio italiane nel 2019.

## Classifiche

### Classifiche settimanali
| Classifica (2019) | Posizione massima |
| ----------------- | ----------------- |
| Italia            | 9                 |

### Classifiche di fine anno
| Classifica (2019) | Posizione |
| ----------------- | --------- |
| Italia            | 26        |